# Jiangxi International Women's Tennis Open 2016 - Qualificazioni singolare
Le qualificazioni del singolare femminile del Jiangxi International Women's Tennis Open 2016 sono state un torneo di tennis preliminare per accedere alla fase finale della manifestazione. Le vincitrici dell'ultimo turno sono entrate di diritto nel tabellone principale. In caso di ritiro di una o più giocatrici aventi diritto a queste sono subentrati le lucky loser, ossia le giocatrici che hanno perso nell'ultimo turno ma che avevano una classifica più alta rispetto alle altre partecipanti che avevano comunque perso nel turno finale.

## Teste di serie
1. Han Na-lae (ultimo turno, lucky lsoer)
2. Lee Ya-hsuan (ultimo turno)
3. Shérazad Reix (ultimo turno)
4. Lu Jingjing (qualificata)
5. Martina Caregaro (ultimo turno)
6. Ayaka Okuno (primo turno)

1. Storm Sanders (qualificata)
2. Valentina Ivachnenko (primo turno)
3. Tian Ran (primo turno)
4. Varatchaya Wongteanchai (primo turno)
5. Erika Sema (primo turno)
6. Makoto Ninomiya (primo turno)

## Qualificate
1. Junri Namigata
2. Peangtarn Plipuech
3. Storm Sanders

1. Lu Jingjing
2. Zhang Ying
3. Nicha Lertpitaksinchai

### Lucky loser
1. Han Na-lae

## Tabellone

### Legenda
| - Q = Qualificato - WC = Wild card - LL = Lucky loser | - ALT = Alternate - SE = Special Exempt - PR = Protected Ranking | - w/o = Walkover - r = Ritirato - d = Squalificato |

### Sezione 1
|  | Primo turno | Primo turno             | Primo turno  | Primo turno | Primo turno |  |  | Ultimo turno | Ultimo turno   | Ultimo turno | Ultimo turno | Ultimo turno |  |
|  |             |                         |              |             |             |  |  |              |                |              |              |              |  |
|  | 1           | Han Na-lae              | Han Na-lae   | 6           | 6           |  |  |              |                |              |              |              |  |
|  |             | Yuuki Tanaka            | Yuuki Tanaka | 1           | 2           |  |  | 1            | Han Na-lae     | 2            | 6            | 4            |  |
|  |             | Junri Namigata          | 6            | 3           | 6           |  |  |              | Junri Namigata | 6            | 2            | 6            |  |
|  | 10          | Varatchaya Wongteanchai | 1            | 6           | 2           |  |  |              |                |              |              |              |  |

### Sezione 2
|  | Primo turno | Primo turno          | Primo turno          | Primo turno | Primo turno |  |  | Ultimo turno | Ultimo turno       | Ultimo turno | Ultimo turno | Ultimo turno |  |
|  |             |                      |                      |             |             |  |  |              |                    |              |              |              |  |
|  | 2           | Lee Ya-hsuan         | Lee Ya-hsuan         | 6           | 7           |  |  |              |                    |              |              |              |  |
|  |             | Mizuno Kijima        | Mizuno Kijima        | 1           | 5           |  |  | 2            | Lee Ya-hsuan       | 7            | 3            | 3            |  |
|  |             | Peangtarn Plipuech   | Peangtarn Plipuech   | 6           | 6           |  |  |              | Peangtarn Plipuech | 6            | 6            | 6            |  |
|  | 8           | Valentina Ivachnenko | Valentina Ivachnenko | 3           | 3           |  |  |              |                    |              |              |              |  |

### Sezione 3
|  | Primo turno | Primo turno   | Primo turno   | Primo turno | Primo turno |  |  | Ultimo turno | Ultimo turno  | Ultimo turno  | Ultimo turno | Ultimo turno |  |
|  |             |               |               |             |             |  |  |              |               |               |              |              |  |
|  | 3           | Shérazad Reix | Shérazad Reix | 6           | 6           |  |  |              |               |               |              |              |  |
|  | WC          | Gao Xinyu     | Gao Xinyu     | 1           | 0           |  |  | 3            | Shérazad Reix | Shérazad Reix | 1            | 5            |  |
|  |             | Kanae Hisami  | Kanae Hisami  | 0           | 3           |  |  | 7            | Storm Sanders | Storm Sanders | 6            | 7            |  |
|  | 7           | Storm Sanders | Storm Sanders | 6           | 6           |  |  |              |               |               |              |              |  |

### Sezione 4
|  | Primo turno | Primo turno     | Primo turno     | Primo turno | Primo turno |  |  | Ultimo turno | Ultimo turno | Ultimo turno | Ultimo turno | Ultimo turno |  |
|  |             |                 |                 |             |             |  |  |              |              |              |              |              |  |
|  | 4           | Lu Jingjing     | Lu Jingjing     | 6           | 6           |  |  |              |              |              |              |              |  |
|  | WC          | Sun Ziyue       | Sun Ziyue       | 2           | 2           |  |  | 4            | Lu Jingjing  | Lu Jingjing  | 7            | 6            |  |
|  |             | Xun Fangying    | Xun Fangying    | 6           | 7           |  |  |              | Xun Fangying | Xun Fangying | 5            | 3            |  |
|  | 12          | Makoto Ninomiya | Makoto Ninomiya | 4           | 5           |  |  |              |              |              |              |              |  |

### Sezione 5
|  | Primo turno | Primo turno      | Primo turno | Primo turno | Primo turno |  |  | Ultimo turno | Ultimo turno     | Ultimo turno | Ultimo turno | Ultimo turno |  |
|  |             |                  |             |             |             |  |  |              |                  |              |              |              |  |
|  | 5           | Martina Caregaro | 4           | 6           | 5           |  |  |              |                  |              |              |              |  |
|  | WC          | Sun Xuliu        | 6           | 2           | 0r          |  |  | 5            | Martina Caregaro | 62           | 6            | 2            |  |
|  | WC          | Zhang Ying       | Zhang Ying  | 6           | 6           |  |  | WC           | Zhang Ying       | 7            | 3            | 6            |  |
|  | 9           | Tian Ran         | Tian Ran    | 2           | 4           |  |  |              |                  |              |              |              |  |

### Sezione 6
|  | Primo turno | Primo turno            | Primo turno            | Primo turno | Primo turno |  |  | Ultimo turno           | Ultimo turno           | Ultimo turno           | Ultimo turno | Ultimo turno |  |
|  |             |                        |                        |             |             |  |  |                        |                        |                        |              |              |  |
|  | 6           | Ayaka Okuno            | Ayaka Okuno            | 64          | 2           |  |  |                        |                        |                        |              |              |  |
|  |             | Nicha Lertpitaksinchai | Nicha Lertpitaksinchai | 7           | 6           |  |  | Nicha Lertpitaksinchai | Nicha Lertpitaksinchai | Nicha Lertpitaksinchai | 6            | 6            |  |
|  |             | You Xiaodi             | You Xiaodi             | 6           | 6           |  |  | You Xiaodi             | You Xiaodi             | You Xiaodi             | 4            | 4            |  |
|  | 11          | Erika Sema             | Erika Sema             | 1           | 1           |  |  |                        |                        |                        |              |              |  |